# Norman Atkins
Pour les articles homonymes, voir Atkins.
Norman (Norm) Kempton Atkins, né le 27 juin 1934 à Montclair (New Jersey) aux États-Unis et mort le 29 septembre 2010 à Fredericton, est un sénateur et homme politique canadien.

## Biographie
Il a étudié au Appleby College (en) à Oakville (Ontario) et à l'université Acadia à Wolfville (Nouvelle-Écosse) où il a complété un B.A. en 1957. Le sénateur Atkins a subséquemment reçut un doctorat honorifique en droit civil en 2000 de l'université Acadia.
Atkins a œuvré dans le domaine de la publicité. Il a également été un stratège important au sein du Parti progressiste-conservateur de l'Ontario et du Parti progressiste-conservateur du Canada. Il était surtout associé au Big Blue Machine qui a aidé à faire élire le Parti PC de l'Ontario sous Bill Davis. Dans les années 1980, il a été un stratège des tories fédéraux sous Brian Mulroney qui l'a nommé au Sénat en 1986.
Atkins s'est opposé à la fusion des progressistes-conservateurs avec l'Alliance canadienne, et à ce jour il a refusé de rejoindre le produit de la fusion, le Parti conservateur du Canada. Il continue plutôt de sièger au Sénat comme « progressiste-conservateur », tout come Lowell Murray (en) et Elaine McCoy (en). Il n'a pas écarté toute possibilité de se joindre au nouveau Parti conservateur à l'avenir, et en février 2004 il a déclaré : « J'observerai avec un grand intérêt, à la fois la direction et les politiques du nouveau parti, afin de voir s'ils répondront à mes inquiétudes. C'est mon espoir qu'il reflèteront les valeurs et convictions qui tiennent tant à cœur aux progressistes-conservateurs. » 
Atkins a atteint l'âge de retraite obligatoire au Sénat en 2009.

## Archives
Il y a un fonds Norman Atkins à Bibliothèque et Archives Canada. Le numéro de référence archivistique est R5376. 

## Note
1. ↑  « PC campaign titan Norman Atkins dies at 76 » CBCNews, mis en ligne le 29 septembre 2009
2. ↑  I will be watching with interest, both the Leadership and the policies of the new party, to see whether they address my concerns. It is my hope that they will reflect the values and beliefs Progressive Conservatives hold so strongly.
3. ↑  « Fonds Norman Atkins, Bibliothèque et Archives Canada »